# Timone (aeronautica)
1. equilibratore
2. stabilizzatore

1. deriva
2. timone.

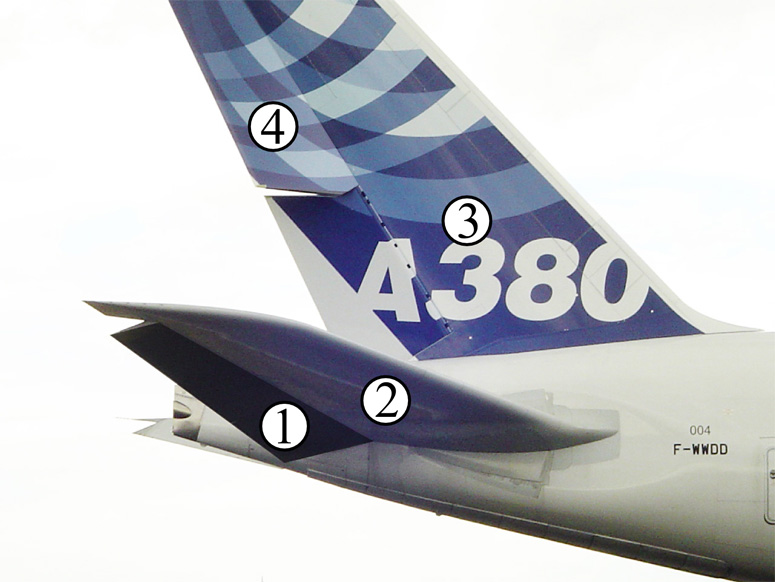
Impennaggi di coda:
- orizzontali:
- equilibratore
- stabilizzatore
- verticale:
- deriva
- timone.

Negli aerei il timone è una superficie di controllo applicata al piano verticale di coda (stabilizzatore verticale), con la funzione di controllare l'imbardata.

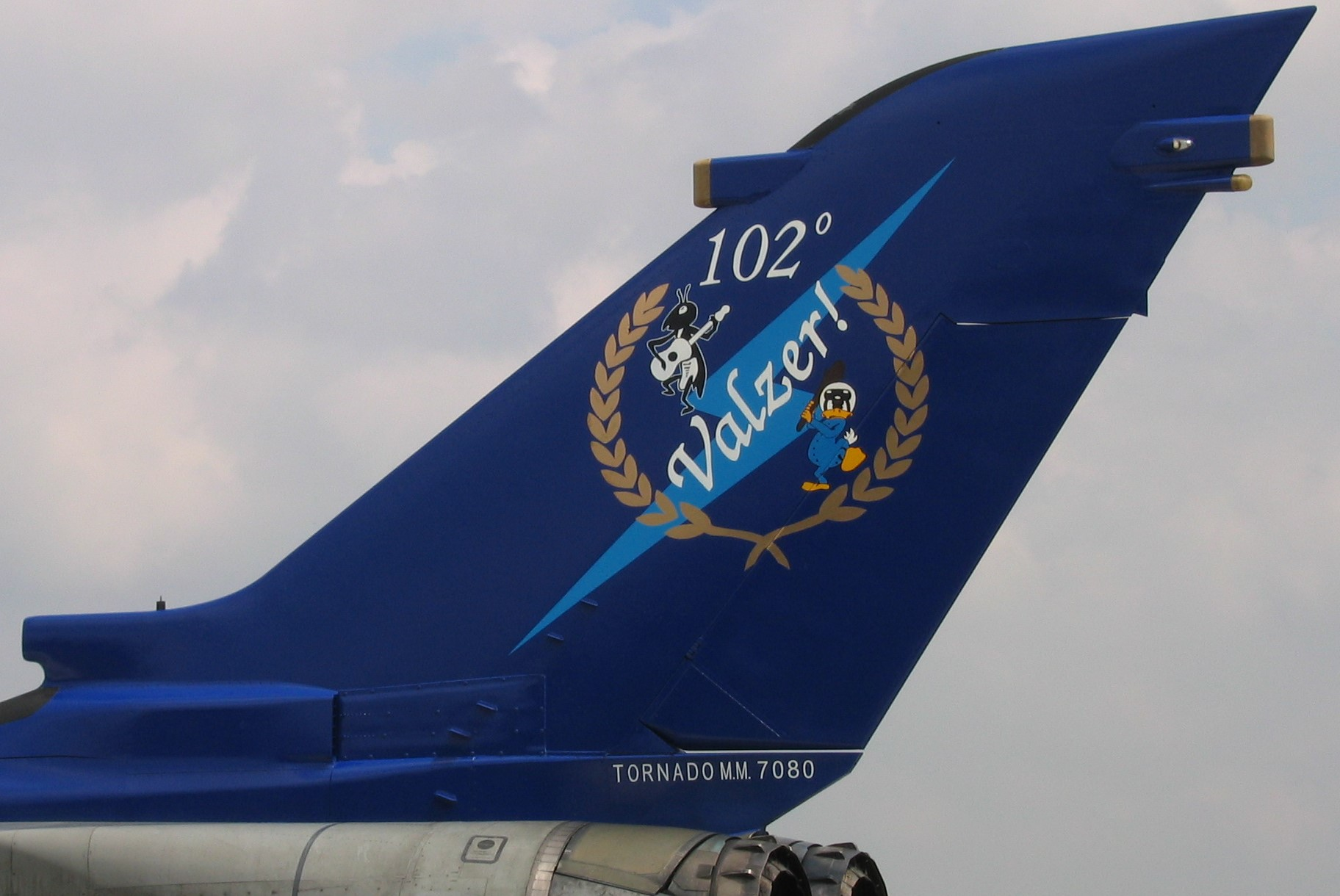
Dettaglio del timone e della deriva di un Tornado del 102º Gruppo (Aeronautica Militare) col celebre motto "Valzer!" di Giuseppe Cenni (6° St. Ghedi, 2008)

La sua funzione non è quella di variare la rotta, compito svolto dagli alettoni montati sulle ali, ma di compensare le forze che si producono durante la virata. Per convenzione il timone è manovrato per mezzo dei pedali, la cui azione è trasmessa per mezzo di cavi. In casi ormai rari i pedali sono assenti ed il timone è manovrato attraverso il controllo di rollio; questa soluzione era adottata già sull'aeroplano dei fratelli Wright, ma non è abbastanza flessibile in caso di atterraggi con vento laterale o altre manovre complesse.
Alcune soluzioni progettuali impiegano alettoni posteriori completamente orientabili, in grado di agire da diruttori, che non necessitano di un timone separato.  Il pilota tuttavia ha a disposizione comunque comandi separati per controllare rollio e imbardata.  Negli aerei commerciali e militari più moderni infatti tutte le manovre sono svolte attraverso computer e servosistemi elettrici (fly-by-wire).